# 步出夏門行
《步出夏門行》又稱《隴西行》，文學體裁為四言詩，屬樂府《相和歌．瑟調曲》，夏門是洛陽北面西邊的城門，漢時叫「夏門」，魏晉時叫「大夏門」。曹操這篇作品，《宋書 樂志》歸入《大曲》一類，題作《碣出步出夏門行》。 
借樂府舊題寫時事的一組詩章，除開頭一篇《艷》（序曲外），下面分為《觀滄海》、《冬十月》、《土不同》、《龜雖壽》四章。每章內容不同，可以獨立成篇。各章末尾兩句是入樂時加上的，和正文無關。 

## 創作背景
這組詩寫於曹操北征烏桓期間。曹操於建安十二年（207年）初夏從鄴城率軍北上，八月到了遼西，奏捷後，九月自柳城引軍還，次年春正月回到鄴城。詩中各章除《龜雖壽》外，都是敘述途中所見。

## 相關評介
- “名言激昂，千秋使人慷慨”。（清朝·陳祚明《采菽堂古詩選》）
- “此志在容納，而以海自比也。”“寫滄海，正自寫也”。（清朝·張玉榖《古詩賞析》卷八）
- 古人山水之作，莫如康樂、宣城，盛唐王、孟、李、杜諸公，搜抉靈奧，可謂至矣。然總不如曹操“水何澹澹，山島竦峙”二語，此老殆不易及。（清代王士禛《帶經堂詩話》卷一）